# Jaromír Ježek
Jaromír Ježek (Hradec Králové, 13 de noviembre de 1986) es un deportista checo que compitió en judo. Ganó una medalla de bronce en el Campeonato Europeo de Judo de 2011, en la categoría de –73 kg.

## Palmarés internacional
| Campeonato Europeo | Campeonato Europeo | Campeonato Europeo | Campeonato Europeo |
| Año                | Lugar              | Medalla            | Categoría          |
| ------------------ | ------------------ | ------------------ | ------------------ |
| 2011               | Estambul (Turquía) | Medalla de bronce  | –73 kg             |